# Reformierte Kirche Schinznach-Dorf

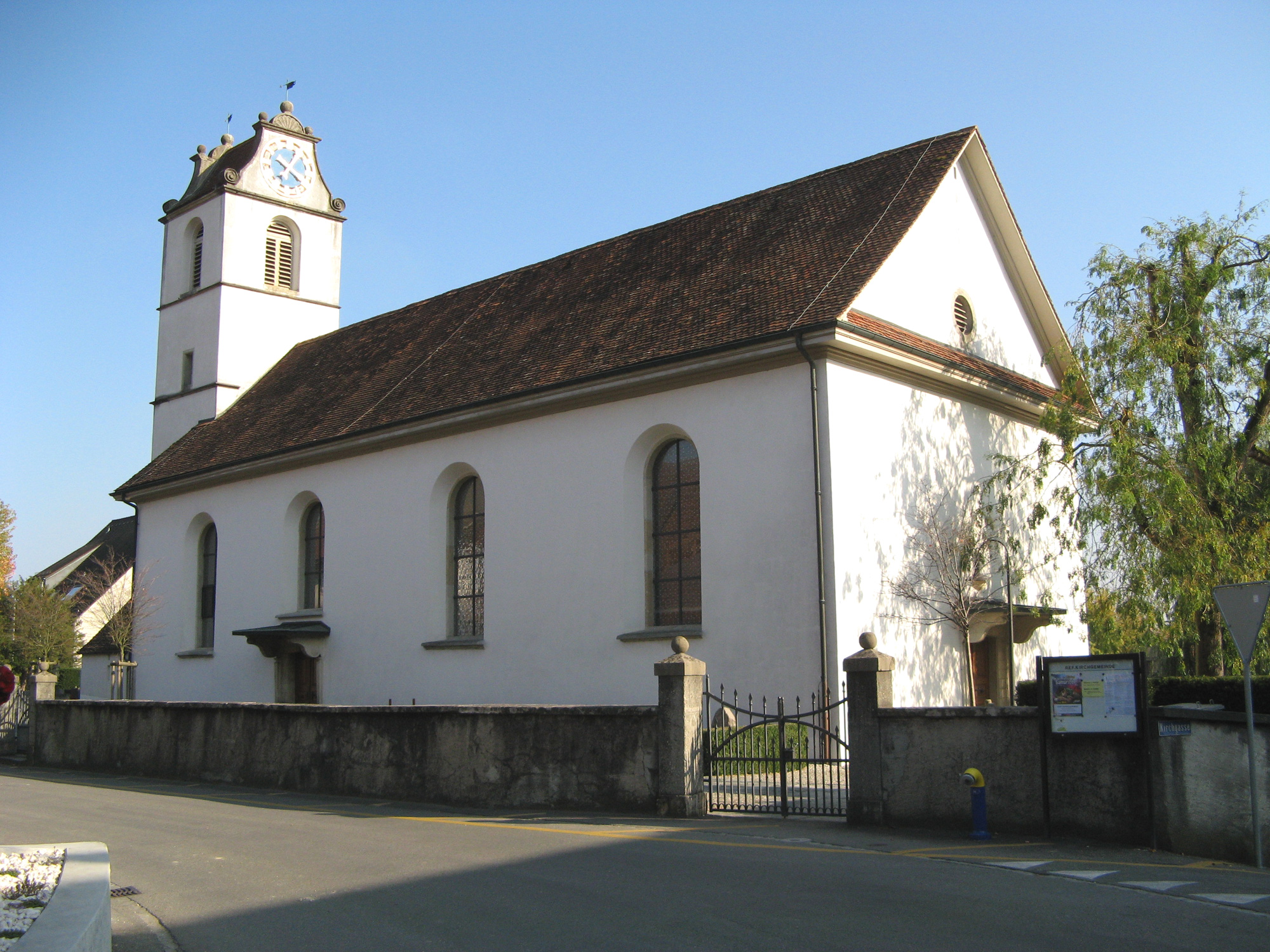
Kirche von Schinznach-Dorf

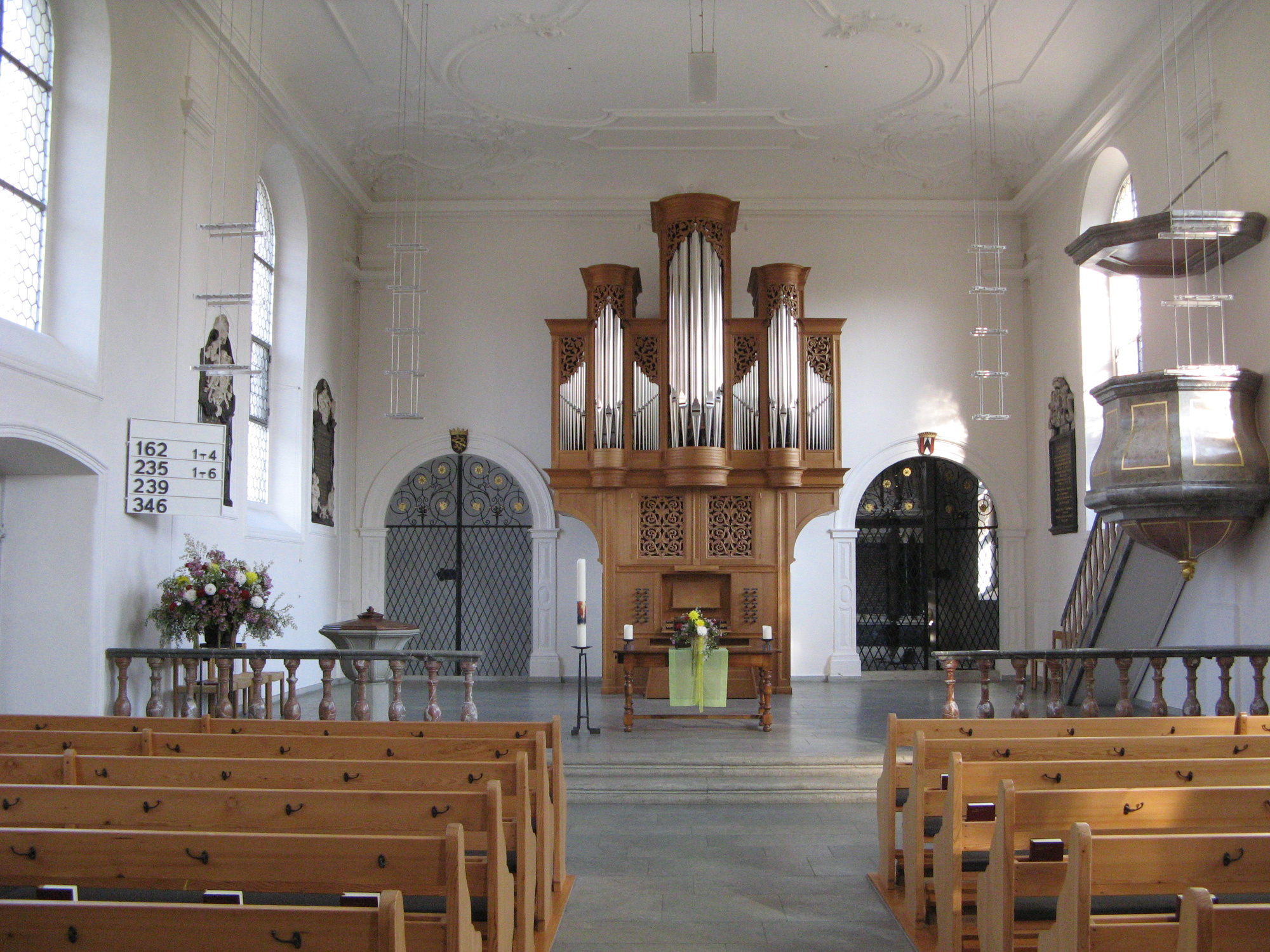
Kirchenschiff mit Orgelprospekt

Die reformierte Kirche Schinznach-Dorf ist die Dorfkirche der aargauischen Gemeinde Schinznach in der Schweiz.

## Geschichte
Die Kirche in Schinznach-Dorf ist erstmals in einer Urkunde aus dem Jahre 1227 bezeugt. Sie war im romanischen Stil erbaut worden. An diesen Turm wurde später ein gotischer Turm angebaut und 1650 an der Südseite desselbigen die Erlachkapelle angefügt. Diese Kapelle ist die Begräbnisstätte von Johann Ludwig von Erlach, der am 26. Januar 1650 im badischen Breisach gestorben war. Auch seine Frau ist in der Kapelle begraben. Etwa zur selben Zeit wurde auf den Kirchturm ein Glocken- und Giebelgeschoss aufgesetzt, das bis heute dem Turm seine barocke Erscheinung gibt. Als die ursprüngliche Kirche gegen Ende des 18. Jahrhunderts zu klein wurde, entschied man sich zu deren Abbruch und einem Neubau. Dieser 1779 erstellte Bau ist bis heute erhalten. Die letzte Renovation der Kirche wurde im Jahre 2006 durchgeführt.

## Ausstattung

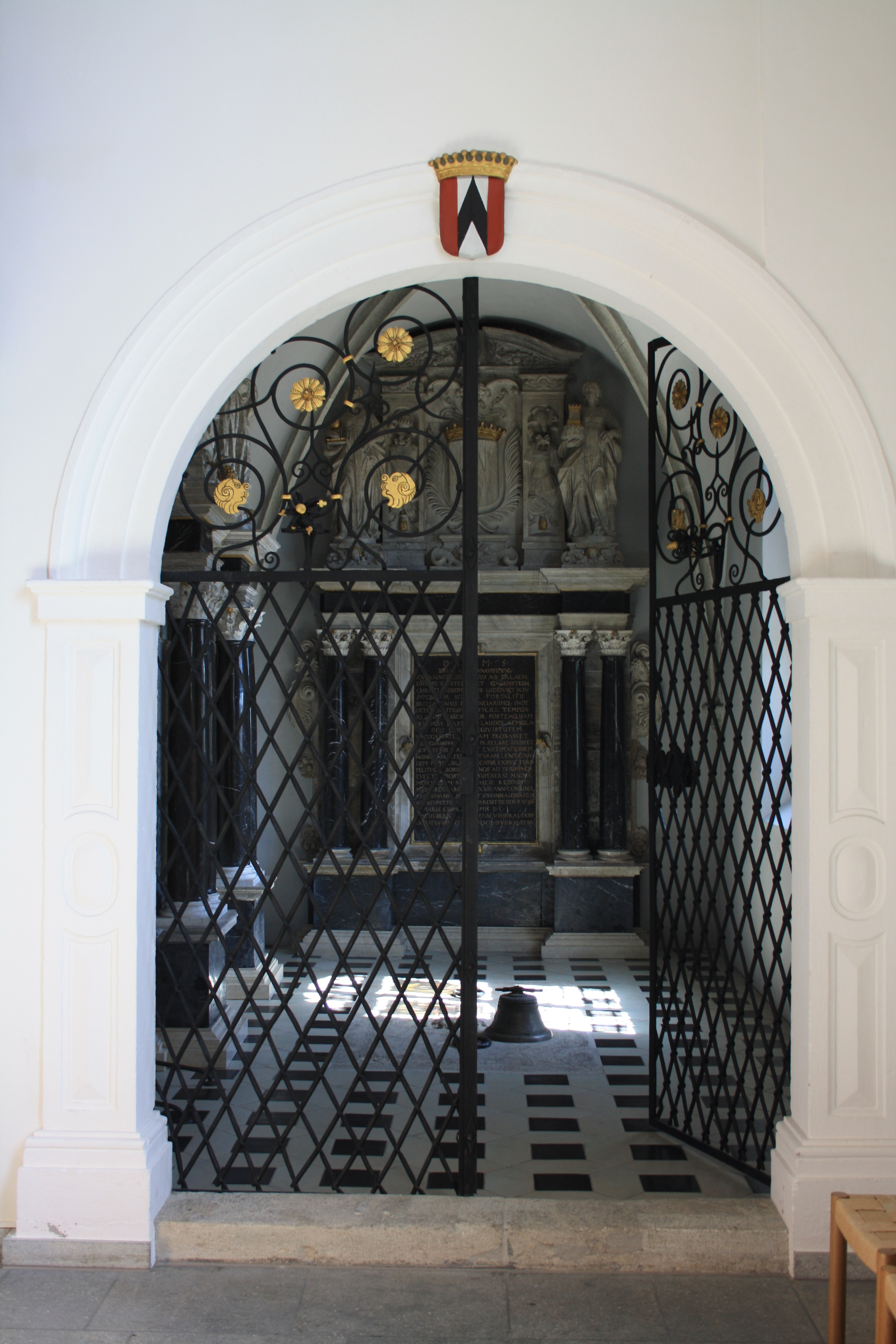
Eingang zur Erlachkapelle

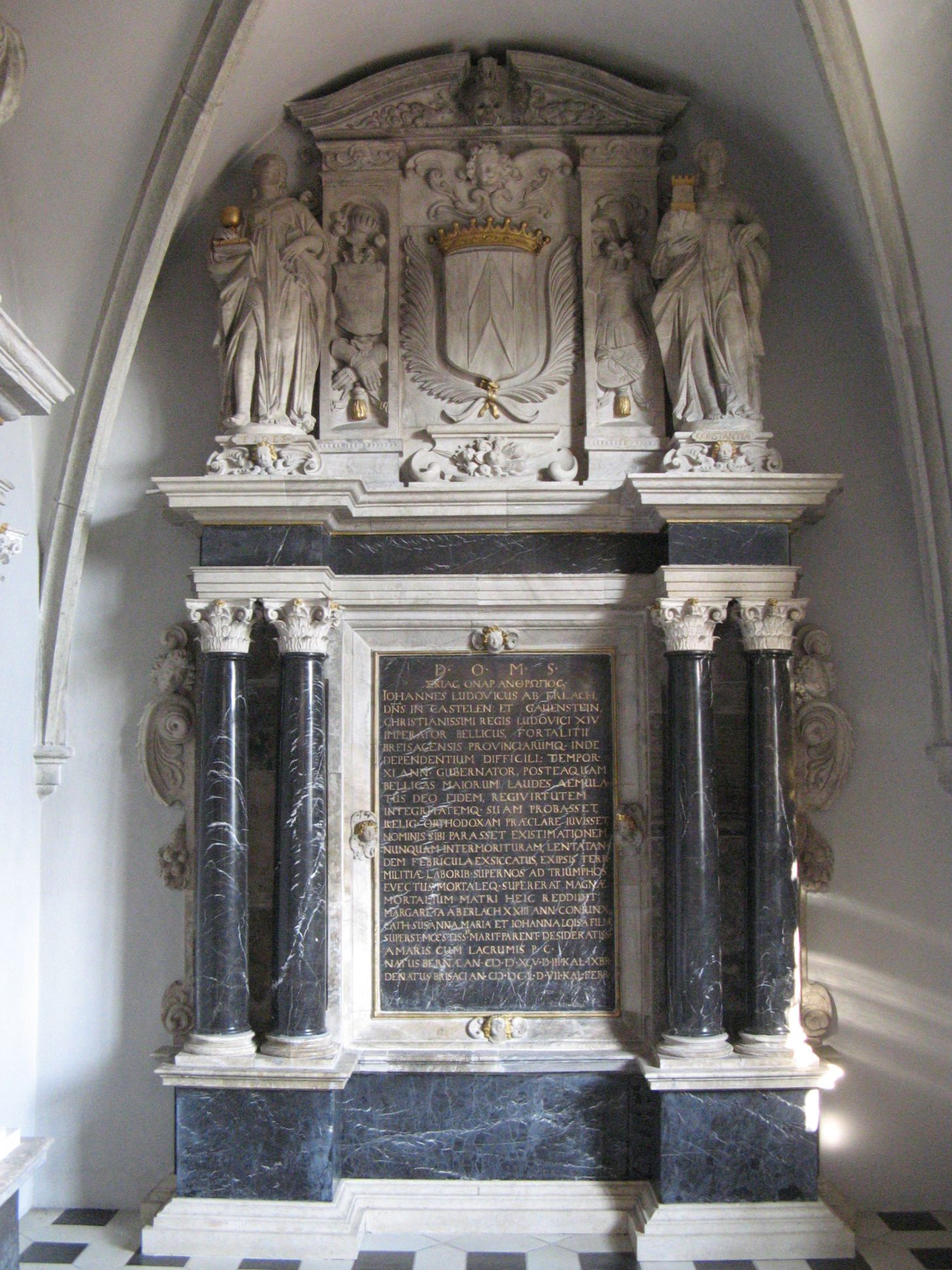
Epitaph

Die Kirche verfügt über eine zweimanualige Metzler-Orgel mit neunzehn Registern aus dem Jahr 1977, die 2008 revidiert wurde.
Im Chor befinden sich Epitaphien für drei bernische Landvögte von Kasteln: Emanuel Lerber (1641–1738), Johann Rudolf von Mülinen (1703–1743), und Gottlieb Morlot (1703–1756). In der eigens von Johann Ludwig von Erlach erbauten Grabkapelle findet sich ihm zu Ehren ein Epitaph.